# Svet
A Svet egy szlovák nyelven megjelenő képes hetilap volt az egykori Csehszlovákiában. A Szlovák Hírügynökség (Slovenská tlačová agentúra) 
sajtótermékeként jelent meg kéthetente az 1920-as évben Pozsonyban. Elsődlegesen a politikai életről közölt képanyagot.